# Bento Carqueja
Bento de Sousa Carqueja (* 6. November 1860 in Oliveira de Azeméis; † 2. August 1935 in Foz do Douro) war ein portugiesischer Geschäftsmann, Philanthrop, Autor, Publizist, Naturwissenschaftler und Hochschullehrer an der Universität Porto. Er leitete die Zeitung O Comércio do Porto und führte wichtige öffentliche und private Investitionen durch, insbesondere in seiner Heimatgemeinde Oliveira de Azeméis. Carqueja war Mitglied der Akademie der Wissenschaften zu Lissabon.

## Leben
Carqueja war der Sohn von Maria Amélia Soares de Pinho de Souza Carqueja und Bento de Souza Carqueja. Sein Vater war ein angesehener Kaufmann, Schöffe und Ersatzrichter.
Carqueja besuchte die Conde-Ferreira-Grundschule, eine Einrichtung, die später dem Justizpalast von Oliveira de Azeméis weichen musste. Danach zog er in die Stadt Porto, wo Manuel de Sousa Carqueja, der Bruder und Patenonkel seines Vaters, seine weitere Bildung finanzierte.
1880 begann er, bei der Zeitung O Comércio do Porto mitzuarbeiten, einer bedeutenden Tageszeitung in Porto, zu deren Gründern sein Onkel gehörte. Carqueja kam als Korrektor zu dieser Zeitung, und eine weitere seiner Tätigkeiten war der Aufbau des Archivs der umfangreichen Korrespondenz, die dort existierte. Seine Begeisterung am Journalismus führte dazu, dass er nach dem Tod seines Onkels Miteigentümer der Zeitung wurde und deren Leitung übernahm. 
1882 beendete er das Studium der physikalisch-naturwissenschaftlichen Fächer und 1884 wurde er zum Professor an der Escola Normal von Porto ernannt. 1898 wechselte er an die Polytechnische Akademie von Porto (heute Universität Porto), wo er Landwirtschaft und physikalisch-naturwissenschaftliche Fächer lehrte. Zur Unterstützung der praktischen Lehre gründete er den Botanische Garten und die Laboratorien für Pflanzenphysiologie und Agrarchemie an dieser Einrichtung.
1890 wurde Carqueja Mitglied in der Liga Patriótica do Norte (Patriotischen Liga des Nordens), die von Antero de Quental geleitet wurde. 1916 war er Vorsitzender der Pressekommission der Liga Patriótica do Norte.
1893 besuchte er die Azoren, veröffentlichte darüber einen Reisebericht und unterstützte die Autonomiebewegung der Azoren.
Im Jahr 1911 trat er in die Fakultät für Naturwissenschaften der damals gegründeten Universität Porto ein. 1915 wurde die Technische Fakultät der Universität Porto gegründet, wo er die Fächer Politische Ökonomie, Rechnungswesen und Gesetzgebung der öffentlichen Arbeiten unterrichtete. 
Parallel dazu förderte Carqueja den Bau von Arbeitervierteln, die Organisation von mobilen Landwirtschaftsschulen und die Gründung mehrerer Kindergärten unter der Schirmherrschaft von O Comércio do Porto. Zum Zweck der Durchführung von Benefizausstellungen  erwarb er einen Doppeldecker, der 1912 in Porto und Lissabon getestet wurde. Er war das erste Flugzeug, das in Portugal zum Einsatz kam. 
1913 leitete er die Kommission zur Beschaffung von Geldern für die Familien der Opfer, die im Januar 1913 beim Schiffsunglück der Veronese ums Leben kamen. Er war einer der Befürworter der Installation eines akustischen Signals im Leuchtturm am Hafen Leixões, um die Navigation bei Nebel zu erleichtern. Dieses Schallsignal war eines der ersten, das an der portugiesischen Küste installiert wurde.
1918 wurde Carqueja zum Vorsitzenden der Pressekommission gewählt und richtete mehrere Manifeste an die portugiesische Öffentlichkeit. Aufgrund der anerkannten Kompetenz im wirtschaftlichen Bereich wurden ihm wichtige Aufträge im In- und Ausland erteilt, was es ihm ermöglichte mehrere europäische Länder zu besuchen. Infolgedessen war er Mitglied in mehreren ausländischen Akademien und Instituten. Dennoch lehnte er Ehrungen und öffentliche oder nationale politische Ämter ab, darunter den Posten des Staatsministers. Im Jahr 1928 lehnte er auch die ihm verliehene Auszeichnung Grande Oficialato de Santiago de España ab. Die Medaille Benemerenti von Papst Pius XI nahm er hingegen an.
In seiner akademischen, politischen und journalistischen Karriere förderte und implementierte er vor allem Verbesserungen in seiner Heimatstadt, darunter die Wasserversorgung, die durch seine Freunde Conde de Santiago de Lobão und dem Stadtrat Boaventura Rodrigues de Sousadie finanziert wurde, die öffentliche Beleuchtung, den Bau der Eisenbahnlinie von Vale do Vouga, den Bau des Krankenhauses von Oliveira de Azeméis, den Bau des Krankenhauses von Oliveira de Azeméis, die Gründung der Feuerwehrvereins, die Santa Casa da Misericórdia, die Technische Kunstgewerbeschule „O Comércio do Porto“, die Papierfabrik von Caima, die Restaurierung der Pfarrkirche und die Errichtung des La-Salette-Parks. Ihm ist auch die Veröffentlichung der Annaes do Município de Oliveira de Azeméis zu verdanken, ein Standardwerk über Geschichte der Stadt und der mit dem Landkreis verbundenen Persönlichkeiten.
Er starb in Foz do Douro und wurde in Oliveira de Azeméis beigesetzt.

## Dedikationsnamen
1906 beschrieb der portugiesische Zoologe J. Bethencourt Ferreira (1866–1948) die Froschart Arthroleptis carquejai aus Angola zu Ehren von Carqueja.

## Schriften
- A Liberdade de Imprensa, Porto: Typographia do "Commercio do Porto", 1893.
- Os Açores. Notas instantâneas, Ponta Delgada: Tip. da Autonomia dos Açores, 1894.
- O povo portuquez, Porto: Livraria Chardron, de Lello & Irmão, 1916.
- O futuro de Portugal, J. Bastos, 1900.
- Política portuguesa, Officinas de "O Commercio do Porto", 1925.
- Conflict diplomatique entre le Portugal et le Brésil, Impr. "O Commercio do Porto", 1894.
- O povo portuguez, Livraria Chardron, de Lello & Irmão, 1916. PDF
- O Comércio do Porto. No Centenário de Camilo Castelo Branco 1825–1925. Porto, 1925.
- À luz do cruzeiro por Bento Carqueja, Offic. de Commercio do Porto, 1929.